# Kölnska katedrala
Kölnska katedrala (njemački: Kölner Dom), službenog imena: Katedralna crkva Svetog Petra i Djevice Marije (Hohe Domkirche St. Peter und Maria) je rimokatolička crkva u Kölnu, Njemačka. Sjedište je Kölnske biskupije, a pod upravom Kölnske nadbiskupije. Posvećena je Svetom Petru i Blaženoj Djevici Mariji i poznati je spomenik njemačkog kršćanstva, gotičke arhitekture te ustrajne vjere i opstojnosti građana Kölna.
Katedrala je 1996. god. upisana na  UNESCOv popis mjesta svjetske baštine u Europi kao jedno od najpoznatijih građevina u Njemačkoj i znamenitost grada Kölna, te kao "iznimno djelo ljudske kreativne genijalnosti".

## Povijest
Izgradnja Kölnske katedrale je započela 1248. god. i trajala je, s brojnim prekidima, do 1880. god., što čini razdoblje od 600 godina. Duga je 144,5, široka 86,5 metara, a njena dva tornja su visoka 157 metara Katedrala je jedna od najvećih svjetskih crkava i najveća gotička crkva u sjevernoj Europi. Godinama je, točnije od 1880. do izgradnje Washingtonskog obeliska 1884. god., bila najvišom ljudskom građevinom. Još uvijek ima drugi po visini crkveni toranj, od kojega je viši samo katedrale u Ulmu, koji je dovršen 10 godina poslije (1890.). Zahvaljujući dvojnim tornjevima, ima najveću fasadu od svih svjetskih crkava. Kor između stupova ima najveći omjer visine u odnosu na širinu, od svih srednjovjekovnih crkava (3.6:1), nadmašivši time i katedralu u Beauvaisu koja ima malo viši glavni brod.
Njeni srednjovjekovni arhitekti su isplanirali veličanstvenu građevinu koja bi udomila relikvije Sveta tri kralja koje je Fridrik I. Barbarossa donio iz Milana, te tako postala mjestom hodočašća u Svetom Rimskom Carstvu. Iako nije bila dovršena u srednjem vijeku, katedrala je "remek-djelo i snažno svjedočanstvo kršćanskog vjerovanja srednjovjekovne, ali i moderne Europe".
God. 2004., katedrala je dospjela na popis "svjetske baštine u opasnosti", kao jedina zaštićena građevina u zapadnoj Europi, zbog planova izgradnje nebodera u njezinoj blizini koji bi znatno narušio njezin izgled. No, nakon što su gradske vlasti 2006. god. odlučile ograničiti visinu planiranih građevina, katedrala je skinuta s tog popisa.
Tijekom svoje apostolske posjete Njemačkoj papa Benedikt XVI. je 18. kolovoza 2005. posjetio katedralu. Tom prigodom je katedralu posjetilo oko milijun hodočasnika.

## Odlike
Kölnska katedrala je značajno hodočasničko odredište, ali i prigodna turistička atrakcija koja privlači veliki broj posjetitelja godišnje. Otvorena je svakim danom od 6 sati izjutra do 7,30 poslijepodne, a ulaz je slobodan, osim za uspon tornjem i za riznicu. Posjetitelji se mogu popeti spiralnim stubištem s 509 stuba do vidikovca na platformi koja se nalazi na visini od 98 metara.
| Vanjska dužina                           | 144,58 m   |
| Vanjska širina                           | 86,25 m    |
| Širina zapadne fasade                    | 61,54 m    |
| Širina transepta fasade                  | 39,95 m    |
| Širina glavnog broda (s oba bočna broda) | 45,19 m    |
| Visina južnog tornja                     | 157,31 m   |
| Visina sjevernog tornja                  | 157,38 m   |
| Visina transepta fasade                  | 69,95 m    |
| Visina ruba krova                        | 61,10 m    |
| Visina unutarnjeg svoda                  | 43,35 m    |
| Površina građevine                       | 7.914 m²   |
| Površina pod staklima                    | 10.000 m²  |
| Površina krova                           | 12.000 m²  |
| Ukupni volumen bez kontrafora            | 407.000 m³ |

Arhitektura Kölnske katedrale je zasnovana na onoj u Amiensu, osobito u tlocrtu, stilu i širini središnjeg broda u odnosu na njenu visinu. Tlocrt je upisanog latinskog križa, što je uobičajeno za gotičke katedrale. Ima dva bočna broda s obje strane glavnog broda, čime je poduprt jedan od najviših gotičkih križnih svodova, skoro visine katedrale u Beauvaisu, koja je većinom porušena. Izvana je teret vanjske opne poduprt kontraforima u francuskom stilu, a istočni kraj ima jedinstven deambulatorij čiji se prohod rastače u apsidu sa sedam radijalnih kapela.
Izvana, a osobito iz velike udaljenosti, katedralom dominiraju njeni visoki tornjevi koji imaju osobit njemački stil poput tornjeva na katedralama u Ulmu, Beču i Regensburgu.

Katedala u Kölnu je najveća crkva u biskupiji Köln, a druga po veličini je katedrala u Marijinskom svetištu Neviges.

## Blago katedrale
Jedno od najvećih blaga katedrale je visoki oltar iz 1322. god. koji je izrađen od crnog mramora s jedinstvenim krovnim pločama dugima preko 4,5 metra. Sprijeda i sa strana je prekriven nišama od bijelog mramora u kojima se nalaze figure od kojih je „Krunidba Djevice Marije“ u središtu.
Najslavniji je ipak veliki pozlaćeni Oltar Sveta tri kralja u obliku sarkofaga iz 13. stoljeća, koji je ujedno i najveći relikvijar u zapadnoj Europi. U njemu se nalaze kosti i 2.000 godina stara odjeća za koje se vjeruje da je pripadala trojci svetih kraljeva, a izloženi su na otvorenju crkve 1864. god.
Pored sakristije nalazi se Geronovo Raspelo (Gero-Kreuz), veliko raspelo izrezbareno iz hrasta s tragovima boje i pozlate. Vjeruje se kako ga je naručio nadbiskup Geron 960. god., i ono je najstarije veliko raspelo sjeverno od Alpa, te najranije poznata slobodno stojeća skulptura na sjeveru srednjovjekovne Europe.
U sakramentnoj kapeli nalazi se Milanska Madona (Mailänder Madonna), drvena skulptura Blažene Djevice Marije s Djetetom koja datira iz oko 1290. god. Oltar s likovima svetaca zašitinika Kölna djelo je slikara S. Lochnera, i nalazi se u Kapeli Svete Marije (Marienkapelle), dok su ostala djela u riznici katedrale.
U vanjskom zidu katedrale nalazi se par ploča na kojima se ističe kako je nadbiskup Englebert II. (1262. – 67.) dozvolio naseljavanje židova u Köln.

## Galerija
- Južni transept fasade okružen kontraforima.
- Fijale (tornjići) kontrafora na srednjovjekovnom istočnom kraju.
- Zvono Svetog Petra (Petersglocke), je sa svijih 24 tone najteže viseće zvono na svijetu.
- Stare skulpture oko središnjeg portala.
- Orgulje središnjeg broda koje su ugrađene poput gnijezda 1998. god. na 700 godišnjicu katedrale.
- Srednjovjekovna skulptura sv. Kristofora, zaštitnika putnika, dočekuje posjetitelje katedrale.
- Poklonstvo kraljeva Stephana Lochnera.
- Raspelo biskupa Gerona, slavna skulptura iz 10. st. s modernim okvirom.
- Jedan od pet vitraja na južnoj fasadi koje je darovao Ludwig I. Bavarski.
- Lightshow u katedrali.

## Poveznice
- Kršćanska umjetnost
- Kršćanska arhitektura
- Gotika
- Katedrala

## Vanjske poveznice
- Službene stranice (engl.)(njem.)
- Fotografski esej o Kölnskoj katedrali  Arhivirana inačica izvorne stranice od 22. ožujka 2010. (Wayback Machine)